# 珖子女王
珖子女王（こうこじょおう、1913年（大正2年）12月5日 - 1918年（大正7年）6月27日）は、大正時代の日本の皇族。

## 生涯
1913年（大正2年）12月5日、久邇宮家の多嘉王と同妃静子の第2女子として誕生。御七夜の12月11日に「珖子」と命名された。
1918年（大正7年）6月17日の夕食後に嘔吐し、当初は胃腸炎と診断され一時は快方しつつあったが、24日の嘔吐と浮腫によって腎臓炎の併発が判明した。その後も、容体は回復せず、尿毒症が顕著となって同月27日午後1時45分に危篤に至り、午後3時40分に薨去した。
満4歳、数え年6歳の短い生涯であり、また兄宮の賀彦王の薨去から、わずか9日しか経っていなかった。
同年7月3日、京都市下京区今熊野町（当時、現：京都市東山区）の墓地（元法安寺跡）において葬儀が執り行われた。

## 血縁
- 父：多嘉王（久邇宮家）
- 母：多嘉王妃静子（水無瀬忠輔子爵の長女）
- 兄弟：発子女王 - 珖子女王 - 賀彦王 - 二条恭仁子 - 宇治家彦（家彦王） - 梨本徳彦（徳彦王）

## 系譜
| 珖子女王 | 父: 多嘉王 | 祖父: 朝彦親王（久邇宮） | 曾祖父: 邦家親王（伏見宮） |
| 珖子女王 | 父: 多嘉王 | 祖父: 朝彦親王（久邇宮） | 曾祖母: 鳥居小路信子       |
| 珖子女王 | 父: 多嘉王 | 祖母: 泉萬喜子           | 曾祖父: 泉亭俊益           |
| 珖子女王 | 父: 多嘉王 | 祖母: 泉萬喜子           | 曾祖母: 不詳               |
| 珖子女王 | 母: 静子   | 祖父: 水無瀬忠輔         | 曾祖父: 裏松勲光           |
| 珖子女王 | 母: 静子   | 祖父: 水無瀬忠輔         | 曾祖母: 不詳               |
| 珖子女王 | 母: 静子   | 祖母: 水無瀬富子         | 曾祖父: 東園基敬           |
| 珖子女王 | 母: 静子   | 祖母: 水無瀬富子         | 曾祖母: 不詳               |